# Ostroróg
Ostroróg é um município da Polônia, na voivodia da Grande Polônia e no condado de Szamotuły. Estende-se por uma área de 1,25 km², com 1 958 habitantes, segundo os censos de 2016, com uma densidade de 1566,4 hab/km².